# Малаїт
Малаї́т (також малаяїт, малайяїт, малайїт) — мінерал підкласу острівних силікатів.

## Етимологія та історія
За назвою Малайської федерації (J.B.Alexander, B.H.Flinter, 1965).

## Загальний опис
Хімічна формула: CaSnO[SiO4].
Склад у % (з алювіальних відкладів долини р. Сунгай, Малайзія): CaO — 19,14; SnO2 — 58,48; SiO2 — 21,26.
Часто присутня домішка TiO2.
При температурі вище 615 °C утворює безперервний ізоморфний ряд зі сфеном.
Сингонія моноклінна.
За кристалічною структурою близький до сфену. Кристали пластинчаті, клиноподібні.
Колір жовтий, прозорий. У шліфі блідо-жовтий до безбарвного. Характерна яскраво-жовта люмінесценція в ультрафіолетових і рентгенівських (пулюєвих) променях.
Блиск скляний до жирного.
Спайність досконала в одному напрямі.
Форми виділення: нальоти і кірочки на каситериті; дуже дрібнозернистий.
Густина 4,3—4,5.
Твердість 3,5—4,0 (до 6).
Крихкий. Немагнітний. Діелектрик.
Ізоструктурний з титанітом.
Поширений в оловоносних вапнякових скарнах, в січних тілах, в асоціації з кальцитом, кварцом, каситеритом, аксинітом, оловоносним ґранатом-андрадитом і ін. Утворюється при взаємодії оловоносних кременистих розчинів з карбонатними породами, силікатами скарнів (воластонітом, ґранатом і ін.), рідше як продукт зміни олововмісних силікатів. У гідротермальних умовах розкладається на каситерит, кварц і кальцит. При наявності в скарнах малаїту, ґранатів з 1-5 % Sn і інших олововмісних силікатів вміст Sn в гірничій масі досягає 0,3 −0,5 %.
Використовуються при виробництві пігментів для керамічної промисловості.
Родовища: Каньйон (Магаданська обл., РФ), Бургавлі (Саха), Кітеля (Карелія), а також є в Середньої Азії, Малайзії, Таїланді (Пініок), Великій Британії, Намібії, Марокко, Австралії, Японії.